# Aleja Solidarności w Toruniu
Aleja Solidarności w Toruniu – ulica w Toruniu, znajdująca się w centrum miasta, w sąsiedztwie Zespołu Staromiejskiego. Znajduje się ona pomiędzy ul. Chełmińską (placem Teatralnym) a ul. Szosą Chełmińską. Ulica nosi obecną nazwę od 2000 roku.
Aleja Solidarności przebiega przez nieistniejący już obszar fortyfikacji bastionowych z XVII wieku, pomiędzy Bastionem św. Wawrzyńca a Bastionem Chełmińskim.
W okresie PRL ulica nosiła nazwę Juliana Nowickiego, przy której w latach 1956–2012 widniała tablicę upamiętniającą jej patrona. Pomnik usunięto 31 lipca 2012 roku, a tablicę upamiętniającą Juliana Nowickiego przeniesiono na Cmentarz Komunalny nr 2 im. Ofiar II Wojny Światowej przy ul. Grudziądzkiej, gdzie znajduje się grób Juliana Nowickiego.

## Ważniejsze obiekty
- Centrum Kulturalno-Kongresowe Jordanki[4];
- Alejka spacerowa przy wschodniej stronie ulicy[1];
- Pomniki upamiętniające toruńskie miasta partnerskie:
  - głaz upamiętniający współpracę Torunia z Getyngą (odsłonięty w 1988 roku)[5];
  - kamienie pamiątkowe upamiętniające współpracę Torunia z Lejdą (odsłonięty w 1993 roku)[6];
  - Pomnik Dar Miasta Czadca w Toruniu (odsłonięty w 2000 roku)[7];
- Pomnik Żołnierzy Wyklętych w Toruniu[8].